# Renato Steffen
Renato Steffen (ur. 3 listopada 1991 w Aarau) – szwajcarski piłkarz, występujący na pozycji prawego pomocnika w szwajcarskim klubie FC Lugano oraz w reprezentacji Szwajcarii.

## Kariera klubowa
Swoją karierę piłkarską Steffen rozpoczął w klubie FC Solothurn. W 2011 roku awansował do pierwszego zespołu i w sezonie 2011/2012 zadebiutował w nim w 1. Liga Promotion. W zespole Solothurnu występował przez rok.
Latem 2012 Steffen przeszedł do występującego w Swiss Super League, FC Thun. Swój debiut w nim zaliczył 2 września 2012 w wygranym 3:0 domowym meczu z Servette FC. 6 października 2012 strzelił swojego pierwszego gola w Super League w przegranym 2:3 domowym spotkaniu z Grasshoppers Zurych. W FC Thun grał przez dwa lata.
Latem 2013 roku Steffen został zawodnikiem BSC Young Boys, które zapłaciło za niego kwotę 50 tysięcy euro. W zespole z Berna swój debiut zaliczył 13 lipca 2014 w zwycięskim 2:0 domowym meczu z FC Sion. W sezonie 2014/2015 wywalczył z Young Boys wicemistrzostwo Szwajcarii.
W styczniu 2016 roku został zawodnikiem FC Basel. Zawodnikiem tego klubu był przez dwa lata i w tym czasie wywalczył dwukrotnie mistrzostwo Szwajcarii, a także Puchar Szwajcarii w roku 2017. W styczniu 2018 roku został zaprezentowany jako nowy zawodnik klubu VfL Wolfsburg. Według Kickera kwota transferu wyniosła 1,75 miliona Euro.
30 sierpnia 2022 dołączył do szwajcarskiego zespołu FC Lugano z umową do 2028 roku. Kwota transferu wyniosła 300 tysięcy euro.
| Sezon   | Klub           | Kraj       | Rozgrywki         | Mecze | Gole |
| ------- | -------------- | ---------- | ----------------- | ----- | ---- |
| 2011/12 | FC Solothurn   | Szwajcaria | 1. Liga Promotion | ?     | ?    |
| 2012/13 | FC Thun        | Szwajcaria | Super League      | 19    | 4    |
| 2013/14 | BSC Young Boys | Szwajcaria | Super League      | 21    | 4    |
| 2014/15 | BSC Young Boys | Szwajcaria | Super League      | 34    | 9    |
| 2015/16 | BSC Young Boys | Szwajcaria | Super League      | 12    | 3    |
| 2015/16 | FC Basel       | Szwajcaria | Super League      | 16    | 7    |
| 2016/17 | FC Basel       | Szwajcaria | Super League      | 30    | 5    |
| 2017/18 | VfL Wolfsburg  | Niemcy     | Bundesliga        | 16    | 0    |
| 2018/19 | VfL Wolfsburg  | Niemcy     | Bundesliga        | 31    | 5    |
| 2019/20 | VfL Wolfsburg  | Niemcy     | Bundesliga        | 27    | 6    |
| 2020/21 | VfL Wolfsburg  | Niemcy     | Bundesliga        | 21    | 5    |
| 2021/22 | VfL Wolfsburg  | Niemcy     | Bundesliga        | 20    | 0    |
| 2022/23 | FC Lugano      | Szwajcaria | Super League      | 28    | 7    |
| 2023/24 | FC Lugano      | Szwajcaria | Super League      | 31    | 6    |
| 2024/25 | FC Lugano      | Szwajcaria | Super League      | 26    | 7    |
| 2025/26 | FC Lugano      | Szwajcaria | Super League      | 1     | 0    |

## Kariera reprezentacyjna
W reprezentacji Szwajcarii Steffen zadebiutował 9 października 2015 roku w wygranym 7:0 meczu eliminacji do Euro 2016 z San Marino, rozegranym w St. Gallen, gdy w 79. minucie zmienił Josipia Drmicia. Uczestnik Mistrzostw Świata 2022 w Katarze oraz Mistrzostw Europy 2024 w Niemczech,